# مگس‌گیر پوست‌کاغذی
مگس‌گیر پوست‌کاغذی (نام علمی: Myiagra nana) نام یک گونه از سرده مگس‌گیرهای نوک‌پهن است.